# Рафаела Шнайдер
Рафаела Шнайдер (італ. Raffaella Schneider; нар. 1971) — італійська астрофізикиня, чиї дослідження стосуються перших поколінь зір, галактик і чорних дір у ранньому Всесвіті. Вона є професоркою астрофізики в Римському університеті ла Сап'єнца.

## Освіта і кар'єра
Шнайдер вивчала фізику в Римському університеті ла Сап'єнца, закінчивши його в 1995 році. Вона здобула докторський ступінь у 2000 році, захистивши дисертацію «Стохастичні фони гравітаційних хвиль від космологічних сукупностей астрофізичних джерел», під керівництвом Валерії Ферарі та Сабіно Матарезе.
З 2000 по 2002 рік працювала постдоком в обсерваторії Арчетрі, а з 2002 по 2005 рік — в Центрі навчання та досліджень імені Енріко Фермі в Римі. В 2005 році вона повернулася в Арчетрі на постійну позицію наукового співробітника. У 2010 році вона переїхала до Римської обсерваторії, у 2016 році стала доцентом університету Сапієнца, а у 2019 році отримала звання повного професора.

## Книга
Шнайдер у співавторстві з Сімоною Галерані та чотирма іншими італійськими астрономками написала книгу з астрономії для дітей «Відкрий свої очі небу» (італ. Apri gli occhi al cielo), яка стала фіналістом Національної премії за популяризацію науки 2020 року.